# Santas Marías (Guanajuato)
Santas Marías es una localidad del estado mexicano de Guanajuato. Es parte del municipio de San Miguel de Allende.

## Toponimia
El nombre de la localidad refiere a las «Tres Marías», un grupo de tres mujeres mencionadas en la Biblia, seguidoras de Jesús de Nazaret.

## Demografía
| Gráfica de evolución demográfica |
|                                  |

| Censo | Población |
| ----- | --------- |
| 1940  | 36        |
| 1950  | 69        |
| 1960  | —         |
| 1970  | 12        |
| 1980  | 520       |
| 1990  | 682       |
| 2000  | 796       |
| 2010  | 964       |
| 2020  | 1 106     |